# Place Ville-Marie
Place Ville Marie (abbreviato in PVM) è un grande complesso commerciale e per uffici situato nel centro di Montréal in Canada, comprendente quattro edifici per uffici e un centro commerciale sotterraneo. L'edificio principale, 1 Place Ville Marie, fu costruito in stile internazionale nel 1962 come sede per la Royal Bank of Canada che ancor oggi lo occupa. È una torre per uffici con pianta a croce di 47 piani alta 188 metri. Un faro rotante in senso antiorario posizionato sul tetto si illumina di notte, accendendo il cielo circostante con un massimo di quattro fasci orizzontali bianchi che possono essere visti fino a 50 chilometri di distanza.